# 형제
형제(兄弟)는 본인으로부터 방계 2촌 남성 혹은 형제와 자매, 남매를 통틀어 이르는 말이다. 남자 연상자는 형, 여자 연상자는 누나, 남자 연하자는 남동생, 여자 연하자는 여동생이라 칭한다. 여성의 경우 언니, 오빠, 여동생, 남동생이라 칭한다. 남성의 경우 누나, 형, 여동생, 남동생이라 칭한다.

## 개요
구체적인 쓰임으로는 같은 어머니 사이에서 태어난 남자를 말한다. 본인보다 어린 나이라면 제(弟), 제남(弟男), 아우, 동생, 남동생 등으로 부르며, 높은 나이라면 형이라고 부른다.
넓은 의미로 쓰일 때는 형제와 자매, 남매 등 같은 아버지 또는 같은 어머니 사이에서 난 자식을 통틀어 일컫는다. 이때 어머니는 같으나 아버지가 다른 경우 이부형제(異父兄弟)라고 하며, 반대로 아버지가 같고 어머니가 다른 경우 이복형제(異腹兄弟)라 한다. 부모의 재혼으로 인하여 가족관계가 된 양부모의 자녀를 의붓형제(-兄弟)라고 한다. 또한 혈연이 없는 사람끼리 형제의 인연을 맺은 관계를 의형제라고 한다. 이때 의형제는 혈연으로 이어지지 않기 때문에 촌수를 인정하지 않는다.
형 · 남동생 · 언니 · 여동생을 통틀어 형제자매라고 한다. 또한 여성만의 경우 자매라고 한다. 오빠와 여동생 관계 또는 누나와 남동생 관계 등 혼성의 형제를 남매라고 한다. 혈연 관계이기 때문에 일반적으로 외관이나 성격이 비슷한 경우가 많다.

## 같이 보기
- 자매